# 河内長野市立楠小学校
河内長野市立楠小学校（かわちながのしりつくすのきしょうがっこう）は、大阪府河内長野市にある公立小学校。
千代田小学校および小山田小学校の児童数が増えたため分離・新設された。

## 沿革
- 1973年4月 創立
- 1974年10月 初代体育館完成
- 1983年10月 プール完成
- 1993年7月 運動場拡張
- 1999年9月 2代目体育館完成

## 通学区域
- 河内長野市 あかしあ台1丁目・あかしあ台2丁目（一部）、小山田町（一部）、北貴望ケ丘、木戸西町、桐ケ丘、楠町西、楠町東、自由ケ丘、原町2丁目（一部）・原町4丁目（一部）、松ケ丘中町、松ケ丘西町、松ケ丘東町、南貴望ケ丘

卒業生は基本的に河内長野市立千代田中学校に進学する。

## 交通
- 南海高野線　千代田駅から徒歩約10分。

## 出身者
- 島田智明（河内長野市長）
- 曽和利光（人事コンサルタント、株式会社人材研究所代表取締役社長）